# Coqên (powiat)
Coqên (tyb. མཚོ་ཆེན་རྫོང, Wylie: mtsho chen rdzong, ZWPY Coqên Zong; chiń. upr. 措勤县; pinyin Cuòqín Xiàn) – powiat w zachodnich Chinach, w prefekturze Ngari, w Tybetańskim Regionie Autonomicznym. W 1999 roku powiat liczył 11 495 mieszkańców.